# Марченки (Балезінський район)
Ма́рченки (рос. Марченки) — присілок в Балезінському районі Удмуртії, Росія.

## Населення
Населення — 69 осіб (2010; 100 в 2002).
Національний склад станом на 2002 рік:
- росіяни — 97 %